# Markneukirchen
Markneukirchen is een stad in de Duitse deelstaat Saksen in de Vogtlandkreis met 7.362 inwoners. Het stadje ligt in het Elstergebergte in het historische Vogtland.

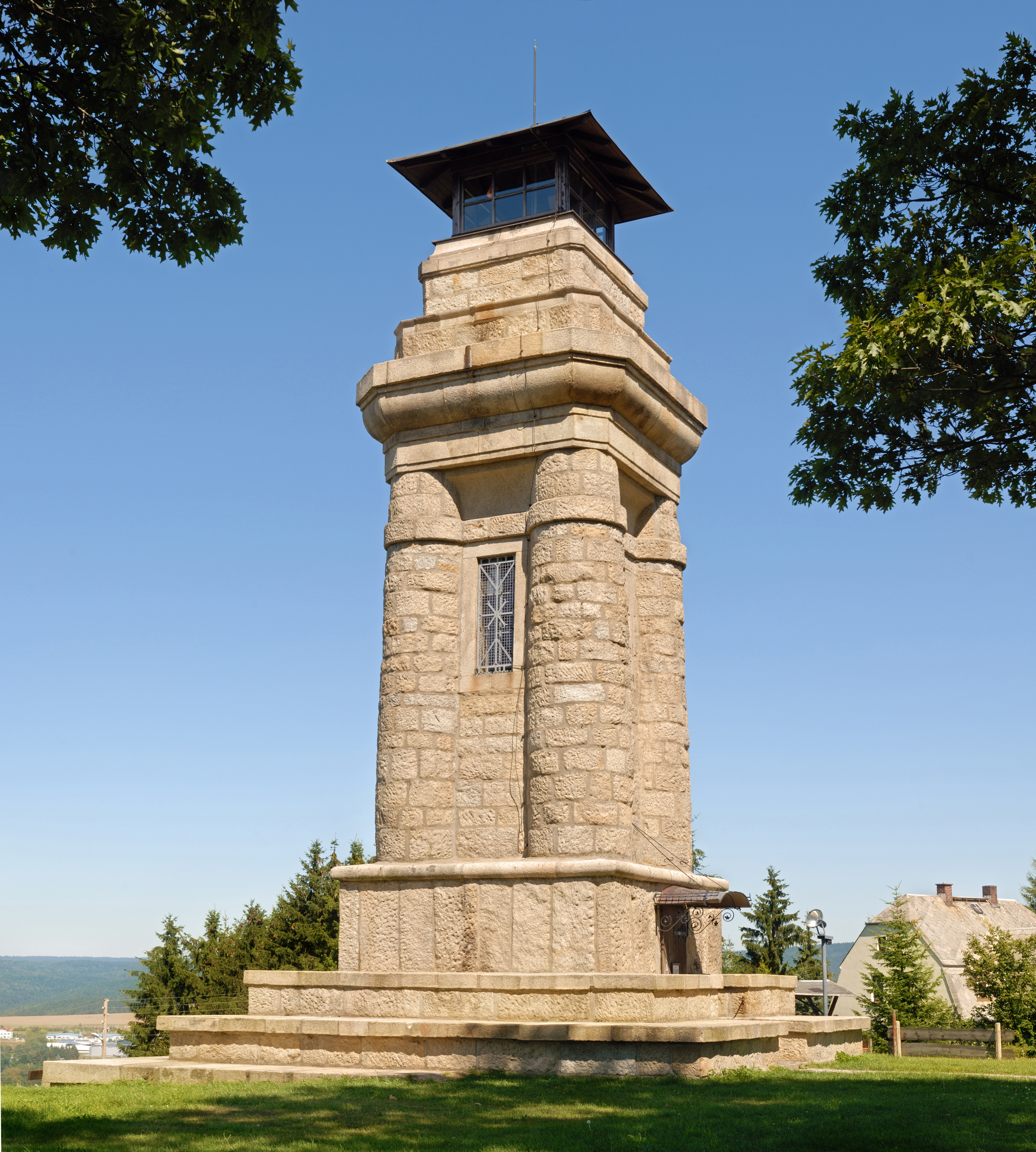
Bismarcktoren

Markneukirchen, dat tot 1858 Neukirchen heette, produceert sinds de 17de eeuw muziekinstrumenten. Dankzij zijn vioolbouwers raakte het bekend als "het Saksische Cremona", maar ook worden er koperen blaasinstrumenten vervaardigd. In het stadje staat het Muziekinstrumentenmuseum. De streek rond Markneukirchen staat bekend als de Musikwinkel; deze "Muziekhoek", waartoe ook Klingenthal behoort, sluit aan op een streek met eenzelfde traditie in Bohemen.
In Markneukirchen bevindt zich de oudste Bismarcktoren van Saksen, die uit 1900 dateert.

## Geografie
Tot de stad Markneukirchen behoren de ortsteile Erlbach, Eubabrunn, Gopplasgrün, Hetzschen, Kegel, Landesgemeinde, Schönlind, Siebenbrunn met Sträßel, Breitenfeld met Bernitzgrün, Wernitzgrün, Wohlhausen en Landwüst.
Adorf ·
Auerbach ·
Bad Brambach ·
Bad Elster ·
Bergen ·
Bösenbrunn ·
Eichigt ·
Ellefeld ·
Elsterberg ·
Falkenstein ·
Grünbach ·
Heinsdorfergrund ·
Klingenthal ·
Lengenfeld ·
Limbach ·
Markneukirchen ·
Mühlental ·
Mühltroff ·
Muldenhammer ·
Netzschkau ·
Neuensalz ·
Neumark ·
Neustadt/Vogtl. ·
Oelsnitz ·
Pausa-Mühltroff ·
Plauen ·
Pöhl ·
Reichenbach im Vogtland ·
Rodewisch ·
Rosenbach/Vogtl. ·
Schöneck/Vogtl. ·
Steinberg ·
Theuma ·
Tirpersdorf ·
Treuen ·
Triebel/Vogtl. ·
Weischlitz ·
Werda ·
Zwota